# 埃赖讷
埃赖讷（法語：Eraines，法語發音：[ɛʁɛn] ⓘ）是法国卡尔瓦多斯省的一个市镇，属于卡昂区。

## 地理
埃赖讷（48°54'32"N, 0°9'37"W）面积4.04 平方千米，位于法国诺曼底大区卡爾瓦多斯省，该省份为法国西北部沿海省份，北濒大西洋英吉利海峡，东北与滨海塞纳省以海上边界相接，东临厄尔省，南至奧恩省，西与芒什省接壤。
与埃赖讷接壤的市镇（或旧市镇、城区）包括：当布兰维尔、法萊斯、拉奥盖特、韦尔桑维尔、维伊莱法莱斯。

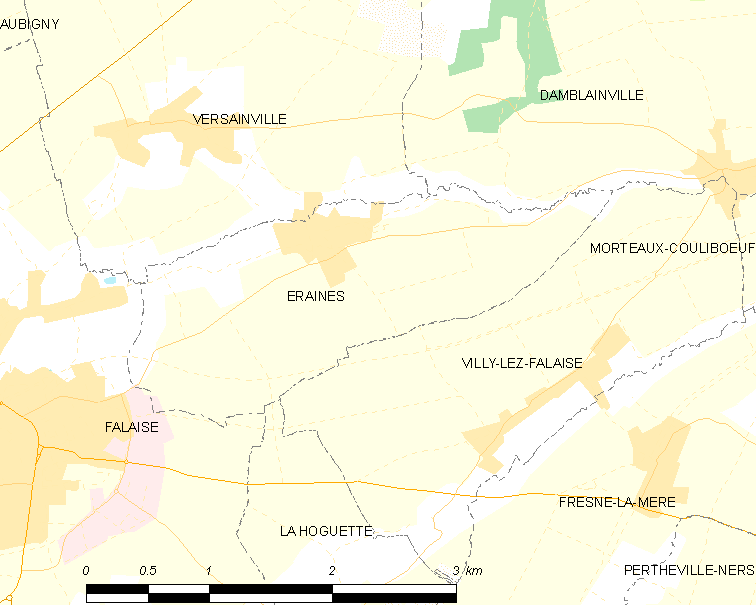
埃赖讷的OSM定位图

埃赖讷的时区为UTC+01:00、UTC+02:00（夏令时）。

## 行政
埃赖讷的邮政编码为14700，INSEE市镇编码为14244。

## 政治
埃赖讷所属的省级选区为法莱斯县。

## 人口

1962-2008年间埃赖讷人口变化图示

埃赖讷于2022年1月1日时的人口数量为286人。